# Marco Airosa
Marco Ibraim de Sousa Airosa, conocido como Marco Airosa (Luanda, Angola, 6 de agosto de 1984) es un futbolista angoleño. Juega de defensa y su actual equipo es el AEL Limassol FC de la Primera División de Chipre. 

## Selección nacional
Ha sido internacional con la Selección de fútbol de Angola,ha jugado 12 partidos internacionales, con la que debutó en 2005.

### Participaciones en la Copa del Mundo
| Mundial                        | Sede     | Resultado    |
| ------------------------------ | -------- | ------------ |
| Copa Mundial de Fútbol de 2006 | Alemania | Primera fase |

## Clubes
| Club                        | País     | Año           |
| --------------------------- | -------- | ------------- |
| Pescadores                  | Portugal | 2003-2004     |
| Futebol Clube de Alverca    | Portugal | 2004-2005     |
| Futebol Clube Barreirense   | Portugal | 2005-2006     |
| Sporting Clube Olhanense    | Portugal | 2006-2007     |
| Centro Desportivo de Fátima | Portugal | 2007-2008     |
| Clube Desportivo Nacional   | Portugal | 2008-2010     |
| CD Aves                     | Portugal | 2010-2011     |
| AEL Limassol FC             | Chipre   | 2011-presente |